# 20th CBRNE Command

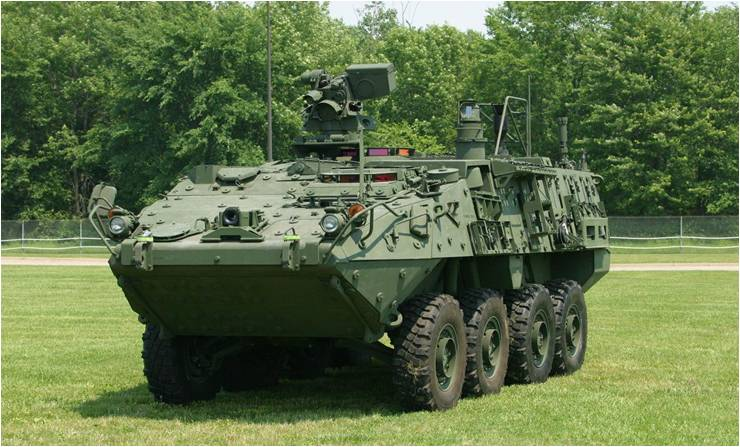
M-1135 Stryker NBCRV

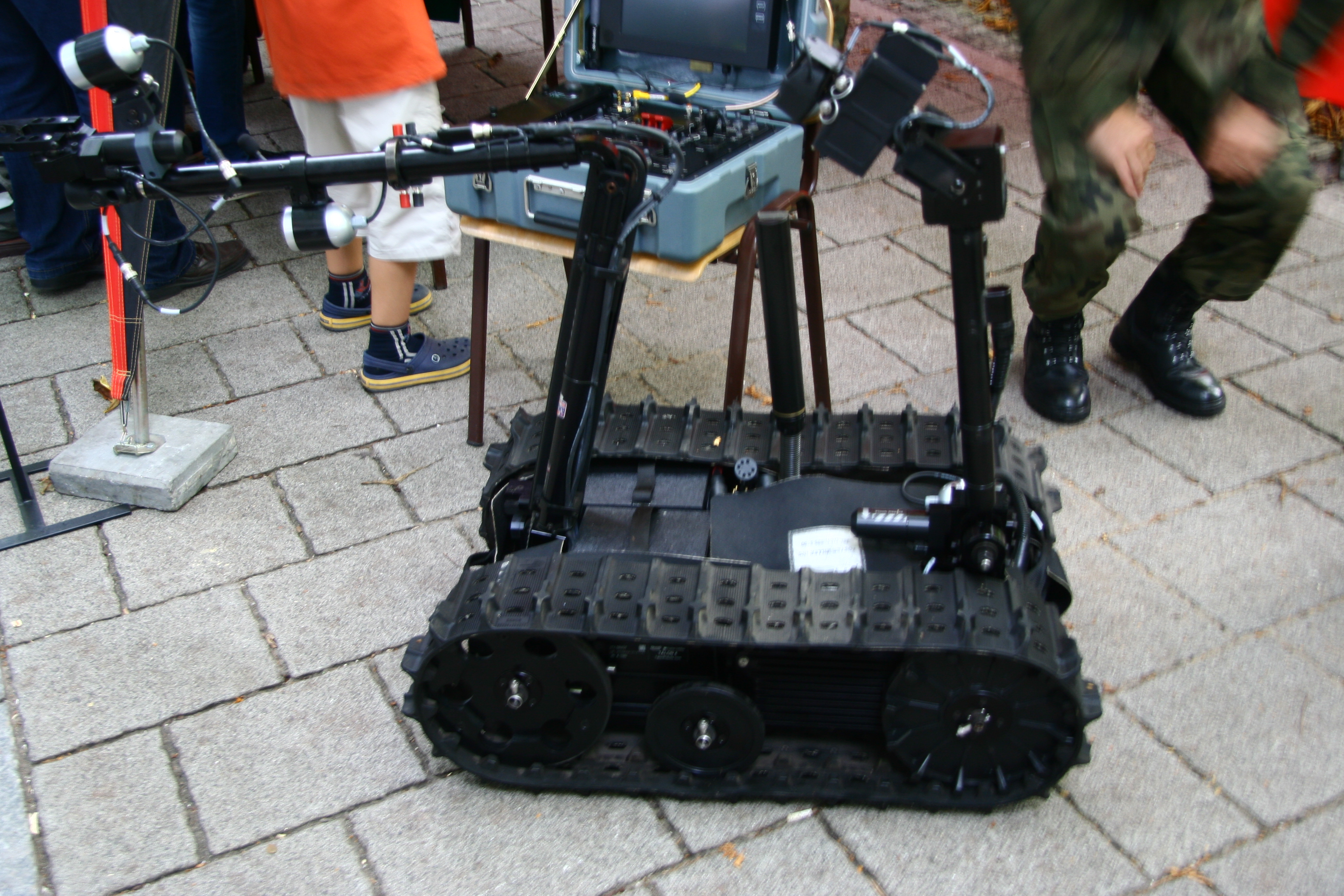
TALON IV

Il 20th CBRNE Command  è un comando subordinato al FORSCOM dell'Esercito degli Stati Uniti, responsabile di tutte le sue unità di difesa chimica, batteriologica, radiologica, nucleare e di artificieri. Il suo quartier generale è situato presso la Aberdeen Proving Ground, nel Maryland.

## Struttura

### Reparti Chimici

#### Chemical Company (Hazard Response)
La Hazard Response Company è una formazione multi-funzionale che provvede alla ricognizione, sorveglianza, accertamento e decontaminazione a rischio elevato in supporto ad unità a livello di Brigata e oltre. L'unità è normalmente composta da:
- Headquarters & Headquarters Company
- Armored Reconnaissance Platoon - Equipaggiato con 4 M-1135 Stryker NBCRV
- 2X Hazard Assessment Platoon
  - 2X Hazard Assessment Squad
  - 2X Decontamination Squad - Equipaggiata ciascuna con 2 apparati di decontaminazione M-26

#### Chemical Company (Technical Escort)
L'unità è formata da personale addestrato e certificato per maneggiare materiale CBRN sicuro o non sicuro. Questo può trasportare in sicurezza e gestire tali materiali garantendone la catena di custodia ed integrità. L'unità è normalmente composta da:
- Headquarters & Headquarters Company
- 4X CBRNE Platoon

## Organizzazione
Al gennaio 2019 il comando controlla le seguenti unità:
- 48th Chemical Brigade, Fort Cavazos, Texas
  -  2nd Chemical Battalion, Fort Cavazos, Texas
    -  10th Chemical Company (Hazard Response), Fort Carson, Colorado
    -  63rd Chemical Company (Hazard Response), Fort Campbell, Kentucky
    -  68th Chemical Company (Technical Escort)
    -  172nd Chemical Company (Hazard Response), Fort Riley, Kansas
    -  181st Chemical Company (Hazard Response)

  -  22nd Chemical Battalion, Fort Bliss, Texas
    -  44th Chemical Company (Hazard Response)
    -  46th Chemical Company (Technical Escort)
    -  51st Chemical Company (Hazard Response)

  -  83rd Chemical Battalion, Fort Stewart, Georgia
    -  21st Chemical Company (Hazard Response),  Fort Bragg, Carolina del Nord
    -  25th Chemical Company (Technical Escort)
    -  59th Chemical Company (Hazard Response), Fort Drum, New York
    -  92nd Chemical Company (Hazard Response)

  -  110th Chemical Battalion, Joint Base Lewis-McChord
    -  9th Chemical Company (Technical Escort)
    -  11th Chemical Company (Technical Escort)
    -  45th Chemical Company (Hazard Response)
- 52nd Ordnance Brigade (EOD), Fort Campbell, Kentucky
  -  63rd Ordnance Battalion (EOD), Fort Drum, New York
    -  38th Ordnance Company (EOD), Fort Stewart, Georgia
    -  705th Ordnance Company (EOD), Fort Polk, Louisiana
    -  754th Ordnance Company (EOD)
    -  756th Ordnance Company (EOD), Fort Stewart, Georgia
    -  760th Ordnance Company (EOD)

  -  184th Ordnance Battalion (EOD), Fort Campbell, Kentucky
    -  49th Ordnance Company (EOD)
    -  717th Ordnance Company (EOD)
    -  723rd Ordnance Company (EOD)
    -  744th Ordnance Company (EOD)
    -  789th Ordnance Company (EOD), Fort Benning, Georgia

  -  192d Ordnance Battalion (EOD), Fort Liberty, Carolina del Nord
    -  18th Ordnance Company(EOD)
    -  28th Ordnance Company (EOD) (ABN)
    -  55th Ordnance Company (EOD), Fort Belvoir
    -  722nd Ordnance Company (EOD)
    -  767th Ordnance Company (EOD)
- 71st Ordnance Brigade (EOD), Fort Carson, Colorado
  -  3rd Ordnance Battalion (EOD), Joint Base Lewis-McChord
    -  53rd Ordnance Company (EOD)
    -  707th Ordnance Company (EOD)
    -  734th Ordnance Company (EOD), Fort Bliss, Texas
    -  759th Ordnance Company (EOD), Fort Irwin, California
    -  787th Ordnance Company (EOD)

  - 79th Ordnance Battalion (EOD), Fort Hood
    -  704th Ordnance Company (EOD)
    -  752nd Ordnance Company (EOD)
    -  761st Ordnance Company (EOD), Fort Sill, Oklahoma
    -  797th Ordnance Company (EOD)

  -  242nd Ordnance Battalion (EOD), Fort Carson
    -  62nd Ordnance Company(EOD)
    -  630th Ordnance Company (EOD), Fort Riley, Kansas
    -  663rd Ordnance Company (EOD)
    -  748th Ordnance Company (EOD)
    -  749th Ordnance Company (EOD)
    -  764th Ordnance Company (EOD)
    -  774th Ordnance Company (EOD), Fort Riley, Kansas
- 21st Ordnance Company (EOD), Kirtland Air Force Base, Nuovo Messico
- CBRNE Analysis and Remediation Activity (CARA), Aberdeen Proving Ground, Maryland
- Consequence Management Unit (CMU), Aberdeen Proving Ground, Maryland